# 麦农本
麦农本（1908年—1934年）是一位中共早期军事干部。

## 生平
壮族人，1908年出生于广西南宁西郊金陵村。曾任红七军团第五师某团政治委员，因浒湾战斗失利被临时中央追究责任枪决。中华人民共和国成立后，有高级将领回忆录评论此事，认为浒湾战斗失利责任是临时中央指挥失当，麦农本被杀实属天大冤枉。后来，中华人民共和国政府承认麦农本遭到错杀，追认他为革命烈士。